# Tert-ブチルクロリド
tert-ブチルクロリド（ターシャリーブチルクロリド、tert-butyl chloride）は化学式(CH3)3CClで表される有機塩素化合物である。クロロホルム臭のある無色可燃性液体。水には難溶で、徐々に加水分解を受けてtert-ブチルアルコールと塩化水素となる。

## 合成
tert-ブチルクロリドはtert-ブチルアルコールと塩化水素の反応で合成される。実験室では濃塩酸が用いられることが多い。tert-ブチルアルコールと濃塩酸を混合すると、次第にtert-ブチルクロリドが分離する。反応はSN1で進行する。
| ステップ1                                                                                    | ステップ2                                                        | ステップ                                                        |
|                                                                                              |                                                                  |                                                                 |
| 強酸である塩化水素により水酸基がプロトン化される。プロトン化された水酸基は良い脱離基である。 | 水が脱離し、比較的安定な三級カルボカチオンを生成する(律速段階)。 | 塩化物イオンがカルボカチオンを攻撃しtert-ブチルクロリドとなる。 |

正味の化学反応式は:

## 利用
tert-ブチルクロリドは酸化防止剤である tert-ブチルフェノールや、香料として用いられるネオヘキシルクロリドの原料として利用される。